# 이스트렌프루셔

이스트렌프루셔

이스트렌프루셔(영어: East Renfrewshire, 스코트어: Aest Renfrewshire, 스코틀랜드 게일어: Siorrachd Rinn Friù an Ear)는 스코틀랜드의 의회 구역으로 행정 중심지는 기프넉이며 면적은 174km2, 인구는 91,000명(2010년 기준), 인구 밀도는 515명/km2이다. 글래스고, 이스트에어셔, 노스에어셔, 렌프루셔, 사우스래너크셔와 접한다.